# Enoploctenus cyclothorax
Enoploctenus cyclothorax là một loài nhện trong họ Ctenidae.
Loài này thuộc chi Enoploctenus. Enoploctenus cyclothorax được Philip Bertkau miêu tả năm 1880.